# Nooteboom (bedrijf)
Koninklijke Nooteboom Trailers is een Nederlandse constructeur van getrokken materieel voor het uitzonderlijk vervoer.
Nooteboom Trailers is onderdeel van de Nooteboom Group, waartoe ook Nooteboom Trailer Service (service en herstelling) en Nooteboom Global Trailer Center (in- en verkoop van nieuwe en gebruikte trailers) behoren. De drie bedrijven hebben de hoofdzetel in Wijchen (Nederland).
Nooteboom Trailers produceert onder meer diepladers, semi-diepladers, uitschuifbare opleggers en aanhangwagens.

## Geschiedenis

### Het begin van Nooteboom
Het fundament van het bedrijf is gelegd in 1881 door de toen 26-jarige Willem Nooteboom, te Kethel. Willem begon met een eigen grof-, hoef-, kachel- en rijtuigsmederij. Na 40 jaar als smid te hebben gewerkt, droeg hij zijn zaak over aan zijn zoon Henk Jan Nooteboom in 1921. Henk Jan vond het werk van smid te beperkt en zag een duidelijke groei in het vervoer per wagen.

### Van rijtuigsmid naar opleggerfabrikant
Toen de Tweede Wereldoorlog uitbrak overleed Henk Jan Nooteboom en nam zijn zoon Antoon de zaak over. Hij was toen 10 jaar in dienst bij zijn vader. In 1949 begon Antoon met de fabricage van kippers en opleggers waarna er in de jaren ’50 verschillende nieuwe producten volgden.
De introductie door Nooteboom van de dieplader met uitzwenkbare wielstellen in 1953, markeert in meerdere opzichten een belangrijk keerpunt in de geschiedenis van speciaal transportoplossingen. Ook ging Nooteboom in 1956 kranen produceren.

### Uitbreiding
Door verschillende vernieuwingen en uitvindingen barst het bedrijf van alle gebouwtjes aan de Kerklaan in Kethel. In 1953 koopt Nooteboom dan ook een nieuw bedrijfsterrein en een loods in Utrecht. In 1967 komt ook zoon Dick Nooteboom in de zaak waarna in 1970 broers Henk en Ton hem volgen. De drie zoons treden in 1975 toe tot de directie. Een jaar later wordt de vestiging in Schiedam gesloten en bij Utrecht gevoegd.

### Verhuizing
Vijf jaar na de opening van het nieuwe terrein in Utrecht wordt in 1978 de nieuwe vestiging (en tevens hoofdkantoor) in Wijchen geopend. Deze opening werd gedaan door de toenmalige staatssecretaris van Verkeer en Waterstaat, mevrouw Neelie Smit-Kroes. Door deze nieuwe vestiging ontstaat er in de regio Nijmegen veel werkgelegenheid.
In 1981 verkrijgt Nooteboom het predicaat Koninklijk. In 1985 sluit ook de Utrechtse vestiging en wordt overgeplaatst naar Wijchen. Vanaf daar vinden er talloze veranderingen plaats. Zo wordt in 1990 de Europese markt opgebouwd.

### Alliantie
Nooteboom heeft in haar bestaan diverse allianties gehad: van 1964 tot 1968 met Goldhofer en in 1969 met Commetto. In 1998 sloten zij tijdens de Internationale Automobil-Ausstellung een alliantie met Duitse firma Scheuerle. Deze alliantie eindigde in 2000.
In 2006 neemt Nooteboom Floor Trailers (ook gevestigd in Wijchen) en Kennis Trailers over. Zo wordt mede de basis gelegd van de Nooteboom Groep. De totale groep bestaat dan uit Nooteboom Trailers, Nooteboom Trailers Occasion Sales (NTOS) en Nooteboom Floor Trailer Service (NFTS).
De merken Kennis en Floor zijn in april 2010 verkocht aan Pacton Trailers in Ommen. De verkoop van beide merken door de Nooteboom Groep vloeit voort uit een strategische heroverweging, waarbij Nooteboom heeft besloten zich voortaan uitsluitend te richten op de markt van het internationaal uitzonderlijk wegvervoer. Daarom gaat in 2011 NFTS verder onder de naam Nooteboom Trailer Service en NTOS onder de naam Nooteboom Global Trailer Center.

### Weg uit de crisis
Het familiebedrijf bevindt zich in een crisis wanneer in 2012 Marinka Nooteboom als vijfde generatie de leiding van het bedrijf op zich neemt. Ze zet de zaken op de rails dat anno 2021 een van de grootste trailerproducenten in Europa is. 